# 郁浩
郁浩（1469年—？），字子淵，湖廣永州衛軍籍直隸長洲縣人，明朝政治人物。

## 生平
弘治十一年（1498年）戊午科湖廣鄉試第五十八名。弘治十八年（1505年），登乙丑科三甲第一百三十二名進士。正德十一年（1516年）官天台县知县。十四年任山西汾州知州。歷官江西按察司佥事。

## 家族
曾祖父郁官；祖父郁清；父郁敬，母劉氏。具慶下。